# Loch Ruthven
Le Loch Ruthven est une réserve naturelle de la Société royale pour la protection des oiseaux d'une région des Hautes Terres de l'Écosse. C'est le site de reproduction le plus important du Royaume-Uni pour les Grèbes esclavon. Ces oiseaux rares peuvent aussi être trouvés dans plusieurs autres lochs locaux.
Le loch Ruthven a été désigné comme site Ramsar le 31 août 1992.